# Gémenos
Gémenos è un comune francese di 6 147 abitanti situato nel dipartimento delle Bocche del Rodano della regione della Provenza-Alpi-Costa Azzurra.

## Storia

### Simboli
Lo stemma comunale, in uso dal XVII secolo, si blasona:

## Società

### Evoluzione demografica
Abitanti censiti